# Julie Lund
 Ikke at forveksle med Julie Lund (arkæolog).
Julie Lund (født 2. november 1979) er en dansk skuespiller, radio- og tv-vært.
Julie Lund er uddannet fra The Arts Educational School, London Hun lagde stemme til sin første tegnefilm i en alder af 7 år og er i dag en af de mest benyttede danske stemmer, når Disneys figurer skal tale og synge på dansk. Radiolyttere vil kunne kende stemmen fra The Voice, hvor Julie Lund var morgenvært på The Voices populære flagskib, Freakshow. Julie Lund var desuden én af finalisterne i musicalprogrammet Elsk mig i nat. Seernes stemmer gik til en anden deltager, men i 2011 overtog hun rollen som Maja, da forestillingen blev genopsat i Tivolis Koncertsal og i Musikhuset Aarhus i 2012.
Privat danner hun par med komikeren Jacob Wilson.

## Teater
- Patty Simcox / Understudy Sandy i Grease, Danmarks turné, 2015
- Pierrette i Pjerrot og månen, Ishøj Teater, 2015
- Una i Den Lille Havfrue, Tivoli, 2014
- Flora i Rasmus Klumps Hus, Tivoli, 2014
- Patty Simcox / Understudy Sandy i Grease, Tivolis Koncertsal, 2014
- Snehvide i Disneyland Resort Paris, 2013
- Maja i Elsk mig i nat, Musikhuset Aarhus, 2012
- Ensemble i Don Giovanni, Opera Hedeland, 2012
- Understudy/Swing i Den Eneste Ene, Glassalen i Tivoli og Musikhuset Aarhus, 2012
- Patty Simcox / Understudy Sandy i Grease, Tivolis Koncertsal og Musikhuset Aarhus, 2012
- Tornerose i Disney On Ice (stemme og sang), Forum, 2012
- Maja i Elsk mig i nat, Tivolis Koncertsal, 2011
- Mary i Sunset Boulevard., Kulturværket, 2011
- Belle i Beauty and the Beast, FrederiksborgCentret og Carlsberg TAP 1, 2010
- Wendy i Disney On Ice (stemme og sang), Arena Fyn, 2010
- Polly i Crazy For You, Nyborg Voldspil, 2009
- Solist i Hobitten og Ringenes Herre, DR Koncerthuset, 2009
- Tornerose i Disney On Ice (stemme og sang), Arena Fyn, 2009
- Svetlana i Chess, Sønderjyllands Symfoniorkester, 2008
- Eponine i Les Misérables, FrederiksborgCentret, 2006
- Marty i Grease, Danmarks turné, 2005
- Diane de Lys i Klokkeren fra Notre Dame, Folketeatret og Det Danske Teater, 2004
- Sirene i Atlantis (musical), Tivolis Koncertsal, 2003
- Frenchy i Grease, Fredericia Teater, 2003
- Kamomilla i Folk og røvere i Kardemomme by, Bellevue Teatret, 2001-2003
- Cecille i Annie, Amager Scenen, 1995-1996
- Louisa i The Sound of Music, Amager Scenen, 1994-1995

## Filmografi
- Sorte Kugler (2009)
- Familien Gregersen (2004)
- Nissernes Ø (2003)

## Tv
- Vært – Lotto (2008-2009)
- Finalist – Elsk mig i nat. (2008)
- Solist – Dansk Melodi Grand Prix. (2007)
- Vært – Garito (2005-2007)
- Vært – Game On (2005-2007)
- Danish Music Awards (2004)

## Lydbøger
- Kære Dødsbog af Sanne Søndergaard (2008)
- Veninder af Annika Holm (2008)

## Diskografi
- Grease – (2012)
- The Tolkien Ensemble - The Best Of – (2008)
- Dansk Melodi Grand Prix – (2007)
- Bølle Bob – (1997)